# نمونه (آمار)
نمونه در آمار به تعدادی از اجزا انتخاب شده با روش تصادفی از یک جامعه آماری گفته می‌شود که با بررسی مشخصات در نمونه فرضیات آماری در جامعه مرجع قابل تحقیق می‌باشند.
اگر بخواهیم موضوعی خاص را در مورد جامعه‌ای بررسی کنیم، می‌توانیم تک تک اعضای آن مجموعه را مورد بررسی قرار دهیم. اما در راهی ساده‌تر می‌توانیم موضوع را در مورد تعداد محدودی از جامعه آماری (که به تصادف، با دقت و مطالعه لازم انتخاب می‌شوند و تعدادشان به فراخور اندازه جامعه آماری تغییر می‌کند) بررسی کرده و نتیجه را به آن جامعه نسبت دهیم. در اینصورت مشکلاتی مانند در دسترس نبودن تمام اعضای جامعه، وقت‌گیر بودن، هزینه بالا و از بین رفتن جامعه در برخی مطالعات، مرتفع می‌گردند.

## نمونه‌گیری
عبارت است از فرایند انتخاب نمونه ای از یک جامعه به منظور تعمیم اطلاعات به آن جامعه.
نمونه‌گیری یکی از مهم‌ترین ارکان علم آمار است. یک نمونه باید طوری انتخاب شود که تنوع و به اندازه کافی بزرگ باشد تا نتایج حاصل قابل اعتماد باشند.
تعداد عضو های انتخابی نمونه، باید متناسب با تعداد کل عضو های جامعه باشد.

## روش‌های نمونه‌گیری
۱: نمونه گیری تصادفی ساده
روشی از نمونه گیری است که در آن همه ی واحد های آماری برای انتخاب شدن به عنوان نمونه احتمال یکسان دارند و از قبل نمی‌توان پیش‌بینی کرد که کدام عضو انتخاب میشود و برای انتخاب آن ها قاعده و قانون خاصی استفاده نمیشود.
مشکل این روش در جامعه هایی با تعداد اعضای بالاست زیرا دسترسی به فهرستی از جامعه دشوار و هزینه بر است.
عنوان روش‌های نمونه‌گیری تصادفی ساده 
نمونه گیری تصادفی ساده با جایگشت
یعنی واحد آماری را بعد از پس از انتخاب و یادداشت ویژگی های آن دوباره به جامعه بازگردانیم.
نمونه گیری تصادفی ساده بدون جایگشت 
یعنی واحد آماری را بعد از پس از انتخاب و یادداشت ویژگی های آن دوباره به جامعه بازنگردانیم.
۲:نمونه گیری خوشه ای
یعنی در آن واحد های آماری اولیه در جامعه، گروه ها یا خوشه ها باشند. سپس همه ی واحد های آماری خوشه های انتخاب شده را به عنوان نمونه در نظر می‌گیریم.
اگر بودجه یا زمان لازم را نداشتیم این روش مقرون به صرفه است.
۳:نمونه گیری طبقه ای
یعنی در آن واحد های آماری را بر اساس ویژگی مشترک طبقه بندی کنیم. این کار با افزایش هزینه و زمان همراه است اما دقت را افزایش می‌دهد.
۴:نمونه گیری سامانمند
نوعی نمونه گیری طبقه ای است که در آن اندازه ی طبقه ها با هم برابر اند و فقط از طبقه ی اول یک واحد آماری انتخاب میشود و با همان رویه بقیه انتخاب می‌شوند. مثل برنامه ی نود

## نمونه گیری اریب
اگر روش نمونه گیری از نمونه گیری ایده آل فاصله بگیرد و به سمت خاصی انحراف پیدا کند روش نمونه‌گیری اریب است.